# زیستگاه پرندگان مهاجر دریای زرد

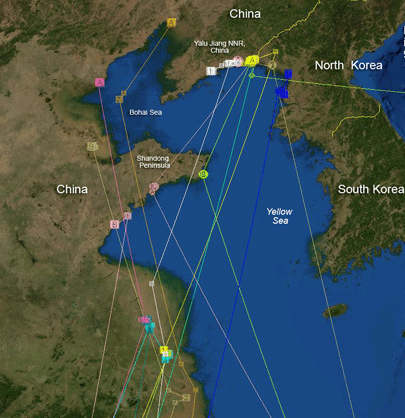
مسیر مهاجرت پرندگان در دریای زرد و بوهای

زیستگاه پرندگان مهاجر دریای زرد چین مجموعه‌ای از پهنه میان‌کشندی، تالاب‌های گلی و دیگر اراضی تالابی ساحلی است که به عنوان زیستگاهی برای پرندگان مهاجر عمل می‌کند. در ۵ ژوئیهٔ ۲۰۱۹، در چهل و سومین نشست کمیته میراث جهانی یونسکو که در باکو، جمهوری آذربایجان برگزار شد، «زیستگاه پرندگان مهاجر دریای زرد (بوهای) چین (مرحلهٔ اول)» در فهرست میراث طبیعی جهانی ثبت شد. این منطقه نخستین میراث طبیعی چین از نوع تالاب‌های ساحلی به‌شمار می‌آید. در ۲۶ ژوئیهٔ ۲۰۲۴، این میراث جهانی با گسترش به مرحلهٔ دوم، تحت عنوان «زیستگاه پرندگان مهاجر دریای زرد (بوهای) چین (مرحلهٔ دوم)» ثبت شد.

## اطلاعات جغرافیایی
بخش نخست این زیستگاه عمدتاً در دریای زرد قرار دارد، درحالی‌که بخش دوم آن در خلیج بوهای واقع شده است. دریای زرد یک دریای نیمه‌بسته در حاشیهٔ اقیانوس آرام است که میان چین و شبه‌جزیره کره قرار دارد. این دریا در شمال دریای چین شرقی جای گرفته و مرز شمالی آن از دهانهٔ یانگ‌تسه تا جنوب غربی ججودو امتداد می‌یابد. میانگین عمق دریای زرد بیش از ۴۰ متر است و چندین ویژگی برجسته دارد، از جمله: رسوبات بسیار زیاد حمل‌شده از رودخانه‌ها (از جمله یانگ‌تسه و رود زرد)، که باعث شده آب این دریا ظاهری زردرنگ داشته باشد؛ تأثیر محسوس رودخانه‌ها بر شوری آب؛ تغییرات فصلی مشخص؛ یخ‌زدگی آب‌های ساحلی در زمستان؛ و تأثیرات شدید بادهای موسمی.

## معرفی زیستگاه
زیستگاه پرندگان مهاجر دریای زرد (بوهای) چین (مرحلهٔ اول) شامل ذخیره‌گاه ملی گوزن میلودی دافنگ جیانگسو، بخش جنوبی ذخیره‌گاه ملی پرندگان نادر یانچنگ جیانگسو، منطقهٔ آزمایشی دونگشا و ذخیره‌گاه طبیعی سطح شهری تیائوزینی یانچنگ جیانگسو (YS-1) است. همچنین، بخش میانی ذخیره‌گاه ملی پرندگان نادر یانچنگ جیانگسو (YS-2) نیز در این محدوده قرار دارد. مساحت کل این زیستگاه بیش از ۲٬۶۸۰ کیلومتر مربع است.
علاوه بر این، برخی از مناطق حفاظت‌شده که بر پایهٔ کنوانسیون رامسر تأسیس شده‌اند، به‌طور کامل یا جزئی با این زیستگاه (مرحلهٔ اول و دوم) هم‌پوشانی دارند. از جملهٔ آن‌ها می‌توان به ذخیره‌گاه ملی مصب رودخانه شوانگتای، ذخیره‌گاه ملی فک خال‌دار دالیان، ذخیره‌گاه ملی مثلث‌دلتای رود زرد شاندونگ، دنگتن، ذخیره‌گاه ملی گوزن میلودی دافنگ جیانگسو و ذخیره‌گاه ملی ماهی خاویاری دهانه رود یانگ‌تسه شانگهای اشاره کرد.